# Condado de Montgomery (Misisipi)
El condado de Montgomery (en inglés: Montgomery County), fundado en 1871, es un condado del estado estadounidense de Misisipi. En el año 2000 tenía una población de 12.189 habitantes con una densidad poblacional de 12 personas por km². La sede del condado es Winona.

## Geografía
Según la Oficina del Censo, el condado tiene un área total de 1067 km² (412 mi²), de la cual 1054 km² (406,9 mi²) es tierra y 3 km² (1,2 mi²) es agua.

## Demografía
En el 2000 la renta per cápita promedia del condado era de $ 25,270, y el ingreso promedio para una familia era de $31,602. El ingreso per cápita para el condado era de $14,040. En 2000 los hombres tenían un ingreso per cápita de $26,590 frente a $17,639 para las mujeres. Alrededor del 24.30% de la población estaba bajo el umbral de pobreza nacional.

## Condados adyacentes
- Condado de Grenada (norte)
- Condado de Webster (noreste)
- Condado de Choctaw (este)
- Condado de Attala (sur)
- Condado de Carroll (oeste)

## Localidades
Ciudades
- Winona

Pueblos
- Duck Hill
- Kilmichael

Áreas no incorporadas
- Lodi
- Poplar Creek
- Stewart
- Sweatman

## Principales carreteras
- Interestatal 55
- U.S. Highway 51
- U.S. Highway 82